# Mothy
mothy（读作 mocchī，？—）是日本音樂家、小說家，男性。Vocaloid歌迷稱他惡之P (日语：悪ノP)。名字来源于「Master of the Heavenly Yard」（其个人網路日誌站名即为」the heavenly yard」），主要創作鏡音鈴、連等vocaloid演唱的歌曲。2010年開始發表小說。

## 簡歷
大學時加入樂團，並在那時學習音樂，退出樂團後在NICONICO動畫看到MEIKO的演唱影片，因此知道Vocaloid。之後於2007年8月受到初音未來（角色主唱系列第一彈）熱潮觸發，因為初音未來演唱的歌曲已經很多，因此在NICONICO動畫發表鏡音鈴、連演唱的歌曲。
當初發表的三首只是作了自己想作作看的歌曲，並未受到很大的歡迎。後來考量聽眾的接受度，於2008年4月發表故事音樂《惡之系列》，歡迎度高速上昇。《惡之系列》在網路上出現大量聽眾的同人二次創作，也被改編成舞台劇及漫畫。mothy也因為《惡之系列》而被Vocaloid歌迷稱為惡之P。雖然也發行別的Vocaloid演唱的歌曲，因為最初發表的是鏡音鈴、連演唱的歌曲，而且想要表現的世界和鏡音鈴、連很搭配，所以最喜歡的Vocaloid是鏡音鈴、連。
2010年開始發表小說。

## CD
是mothy的第一張同人專輯，於2009年5月17日發行。
收錄了mothy於2008年創作的11首歌曲。每一首都由mothy作詞、作曲（South North Story除外，該首歌與合作），大部份都重新錄製過。
收錄曲
- 惡魔的女兒－鏡音鈴【中世物語風オリジナル】
- 惡魔的僕人－鏡音連【中世物語風オリジナル】
- 文字遊戲－鏡音鈴
- 上發條的搖籃曲－鏡音鈴【ぜんまい仕掛けの子守唄1】
- 月夜遺棄注－鏡音鈴、連【童話風オリジナル】
- 庭園造景的少女－初音未來【ぜんまい仕掛けの子守唄2】
- 邪惡的貪食女－MEIKO
- 10分之戀－鏡音鈴
- （悔恨的訊息）－鏡音鈴
- 再生之日（Re_birthday）－鏡音連【ぜんまい仕掛けの子守唄3】
- －鏡音鈴、連

是mothy的第二張同人專輯，於2010年2月7日發行。
收錄了mothy創作的7首歌曲。每一首都由mothy作詞、作曲。
收錄曲
- －初音未來
- （憾心鐘塔）－KAITO【ぜんまい仕掛けの子守唄4】
- 白髮少女－【中世物語風オリジナル】
- 我與青蛙的愛情羅曼史－鏡音連
- 惡魔的女兒重編曲版－鏡音鈴【中世物語風オリジナル】
- 惡魔的僕人重編曲版－鏡音連【中世物語風オリジナル】
- 悔恨的訊息重編曲版－鏡音鈴【中世物語風オリジナル】

是mothy的第三張同人專輯，於2010年5月9日發行。
收錄了mothy創作的11首歌曲。每一首都由mothy作詞、作曲（發條與齒輪及自尊除外，該首歌與合作），大部份都重新錄製過。
收錄曲
- 歡迎來到森林－純樂曲
- 墓場之主（master of the graveyard）－鏡音鈴、連
- －初音未來
- 最後的左輪手槍－Megpoid
- （憾心鐘塔）－KAITO【ぜんまい仕掛けの子守唄4】
- 圓尾坡的裁縫店－巡音流歌【和風物語風オリジナル】
- 公爵的瘋狂－GACKPOID【中世物語風オリジナル】
- 給沉默寡言的你－鏡音鈴
- 白髮少女－【中世物語風オリジナル】
- 發條與齒輪及自尊－鏡音鈴、鈴
- （黃昏時的惡作劇）－鏡音鈴、連

是mothy的第五張同人專輯，於2011年8月13日發行。
收錄了mothy創作的11首歌曲。每一首都由mothy作詞、作曲（紅鞋子遊行除外，該首歌與情熱P合作），大部份都重新錄製過。
收錄曲
- 開庭5分鐘前－純樂曲
- 法庭之主（master of the court）－初音未來
- （時之物語）－巡音流歌、鏡音鈴、連
- 追憶的音樂盒－巡音流歌
- 樹之少女～千年的搖籃曲－初音未來
- 使人沉睡公主的禮物－初音未來【中世物語風オリジナル】
- 五號小丑——鏡音連
- （旋轉木馬女士）－初音未來
- 缺德的判決－KAITO【法廷物語風オリジナル】
- 鬧劇狂想曲－合唱
- 紅鞋子遊行－初音未來、巡音流歌、鏡音鈴、連

小說
- 悪ノ娘 黄のクロアテュール
- 悪ノ娘 緑のヴィーゲンリート
- 悪ノ娘 赤のプラエルディウム
- 悪ノ娘 青のプレファッチオ
- 悪ノ間奏曲 「悪ノ娘」ワールドガイド
- 悪ノ叙事詩 「悪ノ娘」ファンブック
- 悪ノ大罪　ヴェノマニア公の狂気
- 悪ノ大罪　悪食娘コンチータ
- 悪ノ大罪　眠らせ姫からの贈り物
- 悪ノ大罪　五番目のピエロ

## 外部連結
- mothy個人網路日誌『the heavenly yard』（页面存档备份，存于）
- mothy在Niconico的“我的清單”（页面存档备份，存于）
- mothy_悪ノP的X（前Twitter）
- mothy的KarenT艺人页面